# 2466 Golson
2466 Golson este un asteroid din centura principală, descoperit pe 7 septembrie 1959 de Goethe Link Obs..